# Kanae Yamabe
Kanae Yamabe –en japonés, 山部 佳苗, Yamabe Kanae– (Sapporo, 22 de septiembre de 1990) es una deportista japonesa que compite en judo.
Participó en los Juegos Olímpicos de Río de Janeiro 2016, obteniendo una medalla de bronce en la categoría de +78 kg. Ganó una medalla de bronce en el Campeonato Mundial de Judo de 2015.

## Palmarés internacional
| Juegos Olímpicos   | Juegos Olímpicos        | Juegos Olímpicos  | Juegos Olímpicos |
| Año                | Lugar                   | Medalla           | Categoría        |
| ------------------ | ----------------------- | ----------------- | ---------------- |
| 2016               | Río de Janeiro (Brasil) | Medalla de bronce | +78 kg           |
| Campeonato Mundial |                         |                   |                  |
| Año                | Lugar                   | Medalla           | Categoría        |
| 2015               | Astaná ( Kazajistán)    | Medalla de bronce | +78 kg           |